# ニセルゴリン
ニセルゴリン(Nicergoline) （製品名　サアミオン、Sermion、田辺三菱製薬製造販売）は麦角アルカロイド誘導体で、老年性認知症と血管性認知症(Binswanger型白質脳症など)の治療に用いられる。ニセルゴリンは血管抵抗を低下させ、脳の動脈血流量を増加させ、酸素とブドウ糖の脳での利用を改善させる。同様の血管作動性を全身で、特に肺で持つ。
脳血栓症や動脈硬化、四肢の血管閉塞、レイノー病、血管性の片頭痛、網膜症などの血管疾患に用いられることがある。
ニセルゴリンは50以上の国で薬事認可され、30年以上高齢者の認知、感情、行動異常の治療に用いられている。

## 臨床利用
ニセルゴリンは、以下の場合で用いられる:
- 急性及び慢性脳代謝-血管障害（脳動脈硬化、血栓症や脳塞栓症は、一時的脳虚血
- 急性及び慢性の代謝-血管疾患
- 四肢でのレイノー病およびその他の症候群
- 血管由来の片頭痛
- 臨床での、血小板凝集亢進と高血圧を伴う状態での補助療法
- 網膜血管疾患: 糖尿病性網膜症、黄斑変性症、網膜動脈硬化症
- 血管性の前庭神経疾患： めまい、耳鳴り、難聴

一般に、用量は、5〜10 mgを一日三回投与する。しかし、抗老化予防の目的では5 mgを一日2〜3回が適切である。

## 禁忌
出血、心筋梗塞、高血圧、徐脈、アドレナリンαまたはβ受容体作動薬を服用している場合などには、ニセルゴリンの服用は医師に相談すべきである。毒性の研究では、ニセルゴリンは催奇形性はみられていないが、妊娠中は、必要性がある場合にのみ用いられるべきである。
2013年6月28日に欧州医薬品庁は、ニセルゴリンを含む麦角誘導体の使用を制限するよう勧告した。彼らは「これらの医薬品は、利益よりもリスクが高く、もはや記憶や感覚異常を伴う循環器疾患、片頭痛予防に用いられるべきではない。この勧告は、これら麦角系薬物により、線維化(結合組織の過剰な形成による臓器や構造への傷害)と、麦角中毒(麦角系過剰摂取による、血管攣縮と同様な血液の循環阻害)のリスクが高まることを示したデータのレビューによる。」
ニセルゴリンはポルフィリン症(porphyria)において安全ではない。

## 副作用
ニセルゴリンの副作用には、吐き気、紅潮、軽度の胸焼け、低血圧、めまいなどが一般的である。高用量では、徐脈、食思亢進、精神高揚、下痢や発汗などが起こる。急性間質性腎炎が一例報告されている。

## 相互作用
ニセルゴリンはプロプラノロールによる心拍出抑制作用を増幅させることが知られている。高用量では、強力な血管拡張作用を持つブロモクリプチン、 Gingko blioba, ピカミロン、ビンポセチン、ニコチン酸キサンチノールとの併用は医師の意見を求める必要がある。

## 作用機序
ニセルゴリンは、麦角アルカロイド誘導体であり、強力かつ選択的 α-1Aアドレナリン受容体拮抗剤である。ニセルゴリンのIC50 は in vitroで0.2nMと報告されている。ニセルゴリンは最初に血管を拡張させ動脈血流を増加させる。またニセルゴリンは血小板凝集を抑制することも知られている。ニセルゴリンは老化した脳において神経成長因子を増加させることも知られている。